# Scipione (Gino Bonichi)

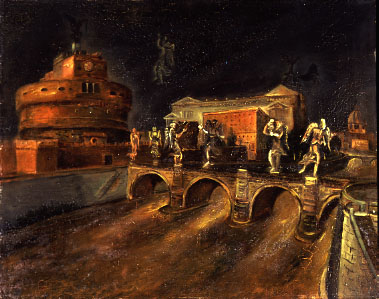
El pont dels Àngels (1930), de Scipione

Scipione, pseudònim artístic de Gino Bonichi (Macerata, 25 de febrer del 1904 – Arco, 9 de novembre del 1933), fou un pintor i escriptor italià adscrit a l'expressionisme.
Amb la família, es trasllada a Roma el 1919, però ben aviat contrau una malaltia pulmonar, que fa que s'hagi de recloure en un sanatori fins al 1924, any en què iniciarà la seva activitat artística, fortament influïda per la pintura barroca, El Greco, Tintoretto i Goya. S'entusiasmarà per l'expressionisme d'Ensor, Soutine, Pascin i Grosz.
Aquell any, Scipione coneix el pintor Mario Mafai, amb qui freqüenta l'Acadèmia de Belles Arts de Roma, institució que hauran d'abandonar el 1925 per una disputa amb el director. El 1927 fa la seva primera exposició a la Galleria Bragaglia; la següent serà el 1928, a la Galleria Doria; aquestes primeres obres s'emmarquen dins el realisme màgic, amb figures forçades i un gran valor simbòlic (com El despertar de la rossa sirena, de 1929).
El 1928 Scipione funda, juntament amb Mario Mafai, Renato Marino Mazzacurati i Antonietta Raphaël, l'anomenada Scuola Romana o Scuola di Via Cavour, un grup d'artistes actiu a Roma que s'oposa al moviment conservador del Novecento, al qual retreien les seves tendències feixistes i neoromàntiques. La Scuola Romana va rebre influències de pintors com El Greco i Chagall i altres exponents expressionistes francesos i alemanys.
Entre el 1929 i el 1930 és quan realitza la major part de la seva producció artística, amb obres on denunciava la corrupció de la Roma papal i el catolicisme contrareformista (Retrat del Cardenal Degà, 1929; La cortesana romana, 1930; Homes que es giren, 1930).
Scipione va morir amb tan sols 29 anys a causa de la tuberculosi.
És l'oncle del també pintor italià Claudio Bonichi (nascut el 1943).

## Obra
Els quadres de Scipione es caracteritzen per una gran energia i nerviositat, que s'expressen amb l'ús de colors intensos. Les seves vistes de Roma estan marcades per uns colors foscos i unes formes opressives i angoixoses.
Scipione també va ser dibuixant, poeta i escriptor. Les seves obres gaudeixen de fama internacional i es van exposar a la documenta 1 del 1955 de Kassel.